# 小行星3125
小行星3125（3125 Hay）是一颗围绕太阳公转的小行星。1982年1月24日，愛德華·鮑威爾在可可尼诺县发现了此天体。
該小行星以英國喜劇演員威爾·海命名。
这颗小行星的绝对星等为356.737185620583等。